# Aliena vitia in oculis habemus a tergo nostra sunt
La locuzione latina Aliena vitia in oculis habemus, a tergo nostra sunt tradotta letteralmente significa «abbiamo davanti agli occhi i vizi altrui, mentre i nostri ci stanno dietro», ed è attribuita al filosofo romano Lucio Anneo Seneca.
Il concetto, chiaro ed evidente, è equivalente a quello espresso in una favola di Fedro, con la quale racconta come Giove ci diede due bisacce (Peras imposuit Iuppiter nobis duas), quella davanti bene in vista con i vizi altrui e dietro, ben nascosta, quella contenente i nostri. Anche nel Vangelo si trova un insegnamento analogo, nell'affermazione che "è più comodo vedere la pagliuzza nell'occhio altrui invece della trave nel proprio occhio" (Lc 6, 41).